# Казнакурьево
Казнакурьево — деревня в Сокольском районе Вологодской области при впадении реки Юшковка в реку Двиница.
Входит в состав Двиницкого сельского поселения, с точки зрения административно-территориального деления — в Двиницкий сельсовет.
Расстояние по автодороге до районного центра Сокола — 46 км, до центра муниципального образования Чекшина — 8 км. Ближайшие населённые пункты — Федяево, Юшково, Аферьево.
По переписи 2002 года население — 7 человек.